# Эдельсон, Беки
Беки Эдельсон (англ. Becky Edelsohn (Rebecca Edelsohn); 1892—1973) — американская анархистка еврейского происхождения, член организации Индустриальные рабочие мира.

## Биография
Родилась в 1892 году в Одессе. Когда ей еще не было двух лет, семья переехала в Соединенные Штаты. Затем попала в специальный еврейский детский дом в Нью-Йорке, откуда была выписана 14 мая 1902 года. После этого жила у Эммы Гольдман.

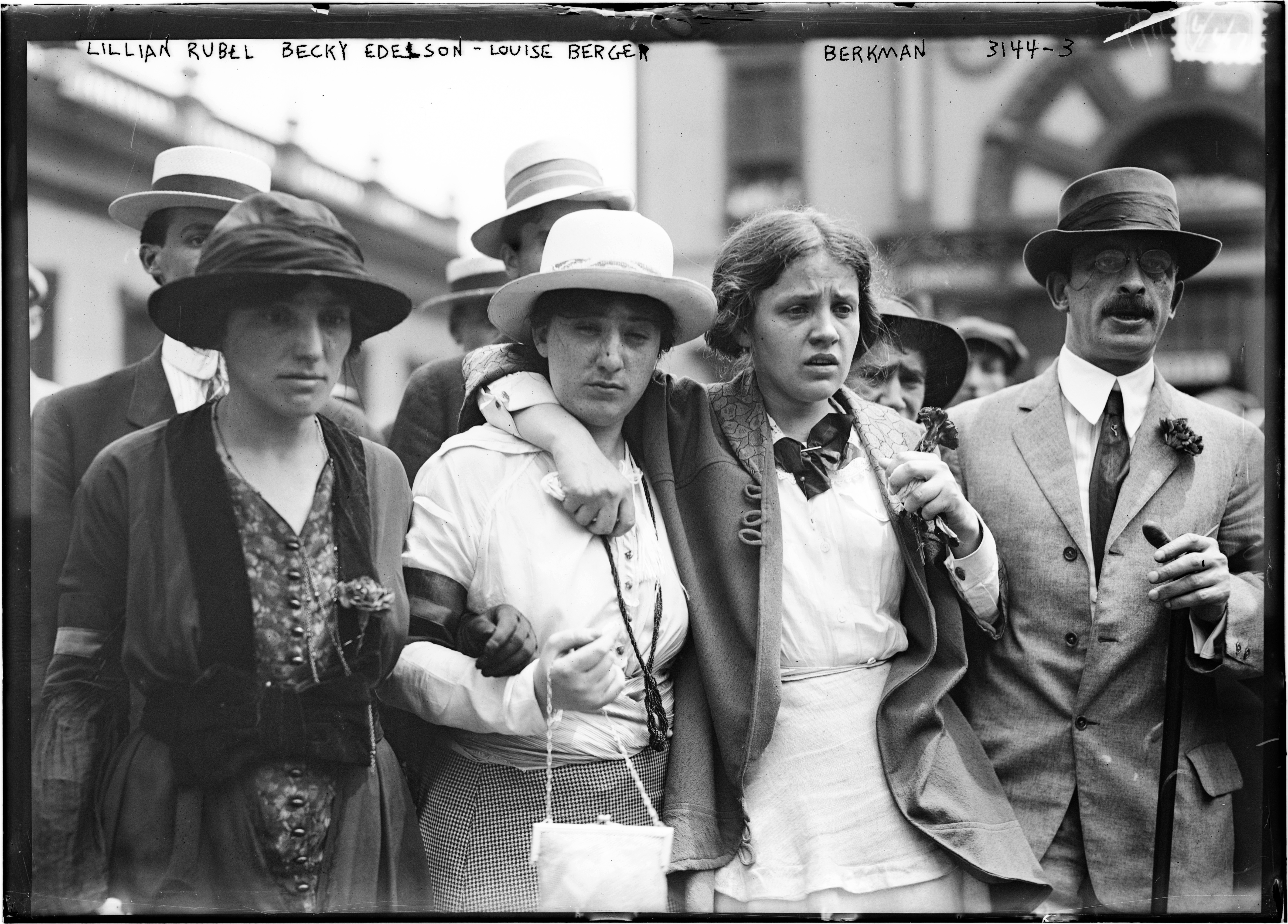
Беки Эдельсон (вторая слева), Александр Беркман (крайний справа)

В 1906 году познакомилась с анархистом Александром Беркманом, только вышедшим из заключения, и стала его близким другом. В этом же году была арестована на митинге, посвященному Леону Чолгошу — убийце 25-го президента США Уильяма Мак-Кинли. Затем, освободившись, Беки была вновь арестована в 1908 году на митинге организации Cooper Union, проводимому в День труда. После этого была арестована вместе с Леопольдом Бергманом по обвинению в мелком хулиганстве.
После Бойни в Ладлоу в 1914 году, Беки Эдельсон провела анти-рокфеллерскую демонстрацию в Тарритауне, активно участвовала в анархистских мероприятиях до 1918 года. После Первой мировой войны Эдельсон вышла замуж за анархиста Шарля Планкетта. Брак их продлился девять лет, у супругов родился сын.
Умерла в 1973 году от болезни лёгких.